# ISO 3166-2:LI
ISO 3166-2:LI è uno standard ISO che definisce i codici geografici del Liechtenstein ed è un sottogruppo del codice ISO 3166-2.
Tali codici sono stati assegnati agli undici comuni del paese e sono formati dalla sigla LI-, seguita da un codice numerico a due cifre compreso tra 01 e 11.

## Lista dei codici
| Codice | Comune       |
| ------ | ------------ |
| LI-01  | Balzers      |
| LI-02  | Eschen       |
| LI-03  | Gamprin      |
| LI-04  | Mauren       |
| LI-05  | Planken      |
| LI-06  | Ruggell      |
| LI-07  | Schaan       |
| LI-08  | Schellenberg |
| LI-09  | Triesen      |
| LI-10  | Triesenberg  |
| LI-11  | Vaduz        |